# Maria nella redenzione
Maria nella redenzione (Maria in der Erlösung) è un libro della mistica cattolica Adrienne von Speyr, pubblicato postumo nel 1979 dalla casa editrice svizzera Johannes Verlag.

## Contenuto
Le riflessioni raccolte in quest'opera furono scritte circa dieci anni dopo rispetto a quelle contenute ne L'ancella del Signore, e affrontano in maniera più approfondita le tematiche mariane. Sebbene tutta l'opera segua un medesimo filo ideale, che attribuisce a Maria un ruolo di «pre-redenzione» e «co-redenzione» rispetto al Figlio, ogni capitolo può essere considerato indipendente dagli altri, e il loro ordine di pubblicazione fu stabilito dall'editore, non dall'autrice.
Secondo il teologo Elio Guerriero, l'opera, che Adrienne dettò al proprio direttore spirituale ed editore Hans Urs von Balthasar, illustra come la funzione di Maria sia, nel contesto della redenzione, quella «del sì puro che getta tutta la luce sul Signore; nessun accenno a se stessa, alla sua missione, tutto il peso è su Dio e la sua volontà: pura trasparenza. Dalla disponibilità di Maria alla disponibilità del credente, alla disponibilità della Chiesa. Per questo Maria sta sempre davanti alla Chiesa come il modello cui tendere».
A detta di Balthasar, l'autrice indaga il rapporto tra Maria e il Figlio «con un vigore speculativo così sorprendente, che ben difficilmente si potrà trovare nella letteratura mariologica qualcosa di paragonabile. Le meditazioni sono così dense che il lettore è costretto a procedere passo a passo».

## Edizioni
- (DE) Adrienne von Speyr, Maria in der Erlösung, Einsiedeln, Johannes Verlag, 1979.
- (FR) Adrienne von Speyr, Marie dans la rédemption, traduzione di Magali Lépine, Namur, Culture et vérité, 1991, ISBN 2-87299-018-6.
- (DE) Adrienne von Speyr, Maria in der Erlösung, 3ª ed., Einsiedeln, Johannes Verlag, 1999, ISBN 978-3-89411-268-4.
- Adrienne von Speyr, Maria nella redenzione, traduzione e cura di Roberto Carelli, Milano, Jaca Book, 2001, ISBN 88-16-30376-X.
- (EN) Adrienne von Speyr, Mary in the Redemption, traduzione di Helena M. Tomko, San Francisco, Ignatius Press, 2003, ISBN 0-89870-955-5.
- (ES) Adrienne von Speyr, María en la redencion, in Ancilla Domini. María en la redencion, traduzione di Juan M. Sara, Madrid, Ediciones San Juan, 2005, ISBN 987-21333-8-7.